# Negativ tilbagekobling (elektronik)
Elektronisk negativ tilbagekobling eller blot modkobling er et begreb fra elektronikken, som handler om at skabe negativ tilbagekobling i en forstærker, for derigennem at sænke dens forstærkningsgrad, men samtidig forbedre en række andre egenskaber ved den, f.eks. båndbredde, indgangsimpedans, udgangsimpedans og forvrængning.

## Modkoblingsgrad
For at modkoble en forstærker tager man en vis brøkdel {\displaystyle \beta } af udgangssignalet, og sender det ind et sted længere tilbage i kredsløbet på en sådan måde at det dæmper udgangssignalet. Virkningen er at den oprindelige faktor {\displaystyle A_{0}} hvormed forstærkeren "forstørrer" signalerne på indgangen (kaldet egenforstærkningen eller råforstærkningen) sænkes til en ny værdi, {\displaystyle A^{\prime }}, hvor

{\displaystyle A^{\prime }={\frac {A_{0}}{1+\beta \cdot A_{0}}}}

Størrelsen {\displaystyle M=1+\beta \cdot A_{0}} omtales som modkoblingsgraden eller sløjfeforstærkningen. Udtrykt ved {\displaystyle M} i stedet for {\displaystyle \beta } skrives ovenstående formel som:

{\displaystyle A^{\prime }={\frac {A_{0}}{M}}}

## Båndbredde
Når man ved hjælp af modkobling sænker en forstærkers forstærkningsgrad, opnår man altid en forbedring i båndbredden. Hvis forstærkeren i sin ikke-modkoblede "skikkelse" har en nedre og øvre grænsefrekvens på {\displaystyle f_{min}} hhv. {\displaystyle f_{max}}, bliver de tilsvarende værdier for den modkoblede forstærker:

{\displaystyle f_{min}^{\prime }={\frac {f_{min}}{M}}} hhv. {\displaystyle f_{max}^{\prime }=f_{max}\cdot M}

Det ses at båndbredden {\displaystyle f_{max}-f_{min}} bliver (godt og vel) {\displaystyle M} gange større.

## Forvrængning
En anden generel regel er, at man ved modkobling også forbedrer forvrængningen {\displaystyle k} for den ikke-modkoblede forstærker til en mindre værdi {\displaystyle k^{\prime }}, hvor

{\displaystyle k^{\prime }={\frac {k}{M}}}

## Indgangsimpedans
I den modkoblede forstærker afhænger indgangsimpedansen af hvordan spændingen fra modkoblingssløjfen sættes ind i indgangen.

### Parallelindsat modkobling
Hvis modkoblingen er indsat parallelt, "mødes" modkoblingssignalet med indgangssignalet i et knudepunkt: I denne situation får den modkoblede forstærker en indgansimpedans {\displaystyle Z_{ind}^{\prime }} der er {\displaystyle M} gange mindre end den ikke-modkoblede forstærkers indgangsimpedans {\displaystyle Z_{ind}}, dvs.

{\displaystyle Z_{ind}^{\prime }={\frac {Z_{ind}}{M}}}

### Serieindsat modkobling
Med en serieindsat modkobling "ender" indgangssignalet og signalet fra modkoblingssløjfen to forskellige steder, hvor spændingsforskellen mellem de to punkter afgør størrelsen på udgangssignalet. Med denne form for modkobling vokser indgangsimpedansen med en faktor {\displaystyle M}, altså

{\displaystyle Z_{ind}^{\prime }=Z_{ind}\cdot M}

## Udgangsimpedans
Udgangsimpedansen for den modkoblede forstærker afhænger af hvordan man udtager den spænding der sendes tilbage via modkoblingssløjfen fra udgangen.

### Spændingsudtaget modkobling
Ved spændingsudtaget modkobling repræsenterer modkoblingssignalet en vis brøkdel af den spænding der findes på udgangen (f.eks. udtaget gennem en spændingsdeler på udgangen). I denne situation bliver udgangsimpedansen {\displaystyle Z_{ud}^{\prime }} {\displaystyle M} gange mindre end udgangsimpedansen {\displaystyle Z_{ud}} for den ikke-modkoblede forstærker, dvs.

{\displaystyle Z_{ud}^{\prime }={\frac {Z_{ud}}{M}}}

### Strømudtaget modkobling
I en strømudtaget modkobling er den spænding der sendes tilbage gennem modkoblingssløjfen proportional med den strøm der går i udgangen: I denne situation bliver udgangsimpedansen {\displaystyle Z_{ud}^{\prime }}

{\displaystyle Z_{ud}^{\prime }=Z_{ud}\cdot M}